# Zohrab Mnatsakanyan
Zohrab Mnatsakanian (in armeno Զոհրաբ Հրաչիկի Մնացականյան; Erevan, 20 marzo 1966) è un diplomatico armeno, ministro degli Esteri dell'Armenia dal 2018 al 2020.

## Biografia
Dal 1991 al 1993 ha lavorato presso il Dipartimento Europeo del Ministero degli affari esteri della Repubblica di Armenia ricoprendo i ruoli di terzo, secondo segretario.
Alla scadenza di questo mandato, e fino al 1997, ha operato presso l'ambasciata della Repubblica di Armenia in Gran Bretagna, secondo segretario, poi come primo segretario. Nello stesso periodo è stati anche primo segretario dell'Ambasciata presso il Vaticano, che aveva la propria sede a Londra. 
A partire da 2002 è stato elevato al ruolo di Ambasciatore straordinario e plenipotenziario della Repubblica di Armenia presso la Confederazione Elvetica, incarico ricoperto fino al 2008. Dal 2014 al maggio 2018 è stato Rappresentante permanente della Repubblica di Armenia presso l'ONU con ruolo di ambasciatore. 
Il 12 maggio 2018 è stato nominato Ministro degli Esteri della Repubblica di Armenia.
Il 16 novembre 2020 si è dimesso dal proprio incarico di Ministro degli esteri.

## Vita privata
È sposato con Irina Igitkhanyan dal 1991 e ha due figli, Gevorg and Hayk.

## Cronologia
- 1997 Assistente del primo ministro Repubblica di Armenia
- 1997-1998 Capo del Dipartimento europeo del ministero degli affari esteri della Repubblica di Armenia
- 1998-1999 Capo del Dipartimento europeo del ministero degli affari esteri della Repubblica di Armenia
- 1999-2002 Capo del Dipartimento relazioni estere dell'Ufficio del Presidente della Repubblica di Armenia
- 2002-2008 Rappresentante permanente della Repubblica di Armenia presso l'Ufficio delle Nazioni Unite a Ginevra e altre organizzazioni internazionali
- 2008-2011 Rappresentante permanente dell'Armenia presso il Consiglio d'Europa con ruolo di Ambasciatore
- 2011-2014 Vice ministro degli affari esteri dell'Armenia, capo negoziatore dell'accordo di associazione tra l'Armenia e l'Unione europea.
- maggio 2018-16 novembre 2020 Ministro degli affari esteri dell'Armenia.